# Pedro do Rosário
Pedro do Rosário est une municipalité brésilienne située dans l'État du Maranhão.